# Showcase (album)
Showcase – drugi album studyjny Black Uhuru, jamajskiej grupy muzycznej wykonującej roots reggae.

## Krótki opis
Płyta została wydana w roku 1979 przez londyńską wytwórnię D-Roy Records, natomiast na Jamajce ukazała się rok później nakładem labelu Taxi Records należącego do grających z zespołem Lowella "Sly" Dunbara i Robbiego Shakespeare’a. Oni też zajęli się produkcją krążka. Nagrania zostały zarejestrowane w studiu Channel One w Kingston. Album doczekał się kilku reedycji pod trzema różnymi nazwami: taką jak w oryginale (Black Rose Records: LP, 1980), Black Uhuru (Virgin Records: LP, 1980 oraz CD, 1990) a także Guess Who's Coming To Dinner (Heartbeat Records: LP, 1983 oraz CD, 1987).

## Lista utworów

### Strona A
| 1. | "Shine Eye Gal"                | 7:36  |
|    |                                |       |
| 2. | "Leaving To Zion"              | 5:30  |
|    |                                |       |
| 3. | "General Penitentiary"         | 5:32  |
|    |                                |       |
| 4. | "Guess Who's Coming To Dinner" | 6:18  |
|    |                                |       |
|    |                                | 24:56 |
|    |                                |       |

### Strona B
| 1. | "Abortion"            | 7:25  |
|    |                       |       |
| 2. | "Natural Reggae Beat" | 8:12  |
|    |                       |       |
| 3. | "Plastic Smile"       | 7:10  |
|    |                       |       |
|    |                       | 22:47 |
|    |                       |       |

## Muzycy

### Black Uhuru
- Michael Rose - wokal
- Duckie Simpson - chórki
- Puma Jones - chórki

### Instrumentaliści
- Radcliffe "Dougie" Bryan - gitara
- Robbie Shakespeare - gitara basowa
- Sly Dunbar - perkusja
- Keith Sterling - organy
- Winston Wright - organy